# 柴頭港
柴頭港，是臺灣嘉義市西區的一個傳統地域名稱，位於該區西南端。相較於今日行政區，其範圍大致為頭港里不含東部。

## 歷史
台灣日治初期，柴頭港地區為一街庄（舊制街庄），稱為「柴頭港庄」，隸屬於柴頭港堡。該庄北與大溪厝庄為鄰，東與港仔坪庄、劉厝庄為鄰，南邊為巷口庄，西邊為埤蔴腳庄。
1901年（日治明治三十四年）11月11日，全台設置二十廳，該庄隸屬於嘉義廳。1904年（明治三十七年）2月15日，該庄編入「水堀頭區」，隸屬於嘉義廳。1909年（明治四十二年）10月25日，全台整併二十廳為十二廳，該庄仍隸屬於嘉義廳。1910年（明治四十三年）1月18日，各區管轄區域調整，該庄仍隸屬於嘉義廳的「水堀頭區」。
1920年（大正九年）10月1日，全台廢十二廳改設五州二廳，該庄改制為「柴頭港」大字，隸屬於臺南州嘉義郡嘉義街（新制街庄）。1930年（昭和五年）1月20日，嘉義街升格為州轄市嘉義市，本地區仍隸屬之。1932年（昭和七年）1月1日，嘉義市市區實施町名改正，本地區仍為大字。
戰後嘉義市改制為省轄市嘉義市，初設八區，町及大字亦改制為里。1946年（民國35年）8月，嘉義市將原有八區整併為四區（新東區、新南區、新西區、新北區），並將臺南縣之水上鄉、太保鄉劃入且改制為區，合計六區，本地區隸屬於新西區。:3411950年（民國39年）10月25日，雲、嘉、南分治，:384同時裁撤省轄市嘉義市，六區改制為四鎮（新東鎮、新南鎮、新西鎮、新北鎮）二鄉（水上鄉、太保鄉），均改隸屬於嘉義縣。1951年（民國40年）10月25日，撤銷新東、新南、新西、新北等四鎮，合併組成縣轄市嘉義市。:105-1061982年（民國71年）7月1日，嘉義市再次升格為省轄市。:1251990年（民國79年）10月6日，嘉義市劃分為東、西二區，本地區隸屬於西區。:145

## 聚落
本地區發展較早的聚落為柴頭港，在日治期初期的官方地圖上已有記載。